# Alsólehnic
Alsólehnic (1899-ig Sub-Lechnicz, vagy Lechniczalja, szlovákul: Červený Kláštor, korábban Pod Lechnica, németül: Unter-Lechnitz) falu Szlovákiában, az Eperjesi kerületben, a Késmárki járásban. Alsólehnic (Pod Lechnica/Nižné Šváby), Vöröskolostor (Červený Kláštor) és Koronahegyifürdő (Smerdžonka) egyesülésével jött létre.

## Fekvése
Késmárktól 42 km-re északra, Szepesófalutól 4 km-re keletre, a lengyel határ mellett, a Dunajec jobb partján fekszik.

## Története
A szomszédos Vöröskolostor megszüntetése után a helyiek elutasították, hogy a nagy kiterjedésű uradalmi földeket műveljék, ezért 1786 és 1788 között Németországból telepeseket hívtak ide. A kolostor uradalmának felosztásával keletkezett Alsólehnic is, amely a 15. században már ismert major volt.
A 18. század végén Vályi András így ír róla: „Lechnicz, tót falu, Szepes vmegyében, Dunajecz mellett, Galliczia szélén: 648 kath. lak., kik sok gyolcsot szőnek, lazaczczal kereskednek. Kath. paroch. templom. Az idevaló hegyeken sok fejér, vagy ugynevezett kristály-gyémántok találtatnak. F. u. az eperjesi püspök és káptalan, s a helység nevet ád egy uradalomnak. Ut. posta Késmárk.”
1828-ban „Rubrum Claustrum” alakban jelenik meg először írott forrásban, ekkor 6 házában 57 lakos élt.
Fényes Elek 1851-ben kiadott geográfiai szótárában így ír a faluról: „Sub-Lechnicz, puszta, Szepes vmegyében, Lechnicz fil. 25 kath., 117 evang., 4 zsidó lak. Evang. szentegyház.”
1873-ban „Sublechnic” a neve. Lakói földműveléssel, állattenyésztéssel és faúsztatással foglalkoztak. A trianoni diktátumig Szepes vármegye Szepesófalui járásához tartozott.
1948-ban egyesítették Alsólehnic, Vöröskolostor és Koronahegyifürdő településeket egy közigazgatási egységbe.

## Népessége
| Év:            | 1994. | 2004.  | 2014.   | 2024.   |
| -------------- | ----- | ------ | ------- | ------- |
| Emberek száma: | 240   | 222    | 234     | 220     |
| Eltérés:       |       | -7,5 % | +5,40 % | -5,98 % |

| Év:            | 2023. | 2024.   |
| -------------- | ----- | ------- |
| Emberek száma: | 218   | 220     |
| Eltérés:       |       | +0,91 % |

1910-ben 195, többségben szlovák lakosa volt, jelentős német kisebbséggel.
2001-ben 236 lakosából 233 szlovák volt.
2011-ben 237 lakosából 224 szlovák.

## Híres személyek
- Vöröskolostorban hunyt el 1775-ben Cyprian Jaisge magyar seborvos, az első sikeres vitorlázó repülő.

## Nevezetességei
Vöröskolostor 14. századi épületegyüttese, 1360 és 1400 között épült gótikus stílusban. Tornya 1750-ben épült a régi alapjain, később átépítették. A 18. században barokk stílusban építették át. 1956-ban és 1974-ben felújították.

## Lásd még
- Koronahegyifürdő
- Vöröskolostor